# Текстоліт
Текстоліт виготовляється з бавовняної тканини, просоченої фенолформальдегідною або крезолформальдегідною смолою, спресованої при підвищених температурах і тиску. Текстоліт може бути листовий, у формі стрижнів, трубок. Широко застосовується для виготовлення шестерень, вкладишів, підшипників, шківів, прокладок, кілець, друкованих плат. За своїми механічними показниками текстоліт перевищує гетинакс.

## Види
Крім класичного текстоліту на основі бавовняної тканини, до текстолітів також відносять інші багатошарові пластики на основі тканин, просочені термореактивною синтетичною смолою.
Види текстоліту:
- текстоліт — основа бавовняна тканина;
- склотекстоліт — основа склотканина;
- органотекстоліт — основа тканина з синтетичних волокон;
- азботекстоліт — основа азбестова тканина.